# Mirla Castellanos
Mirla Castellanos, là ca sĩ nổi tiếng người Venezuela với sự nghiệp hơn 40 năm trong nghề. Thường được biết với tên "La Primerísima", bà đã bắt đầu sự nghiệp âm nhạc của mình khi còn là ca sĩ trong ban nhạc "Cuarteto Los Naipes" vào những năm 1960 trước khi tách ra theo sự nghiệp solo.

## Tiểu sử
Chuyển đến châu Âu vào cuối những năm 1960, bà đã thu âm các bài hát của các nhà soạn nhạc như Domenico Modugno, người mà sau này đã cùng song ca bài hát "Meraviglioso" với bà trong buổi diễn tập cho Lễ hội San Remo năm 1968; cuối cùng bà đã không cắt bỏ buổi biểu diễn. Năm 1969, Castellanos đã thắng tại Liên hoan Bài hát Quốc tế Benidorm với một sáng tác của Manuel Alejandro. Sau khi trở về Nam Mĩ năm 1970, bà giành giải nhì tại Liên hoan Bài hát Mĩ Latin. Năm 1972, bà đại diện cho Venrzuela tham dự kì đầu tiên của Lễ hội OTI được tổ chức tại Madrid, bà đã đạt được vị trí thứ tư. Ba năm sau, bà lại tiếp tục được chọn bởi Venevision để đại diện Venezuela tham gia OTI Festival kì thứ tư được tổ chức tại San Juan, Puerto Rico. Đáng ngạc nhiên, bà đã được ủng hộ vào vòng trong và đạt vị trí thứ ba chung cuộc, nâng cao thứ hạng mà bà từng đạt được trước đó vào năm 1972 tại Madrid.
Với sự ủng hộ của các chương trình như Sábado Sensacional và liveshow riêng của bà "Primerísima," Castellanos đã nâng cao danh tiếng của mình trong những năm 1970 và 1980, giúp bà lần đầu tiên xuất hiện ở New York tại Chateau Madrid năm 1976.
Với album mang tên "Vuelve Pronto", bà trở thành ca sĩ người Venezuela đầu tiên được Billboard công nhận năm 1983 trước khi phát hành "Venezuela", bài hát được thu âm cùng Venezuelan Symphonic Orchestra. Album "Como Nunca" của Mirla Castellanos là tuyển tập các bản hit hay nhất của bà. Trong số rất nhiều bài hát thành công có rất nhiều bài hát mang tính biểu tượng cho Castellanos, một trong số đó là phiên bản chứa đầy cảm xúc và mãnh liệt của bài hát được sáng tác bởi Alberto Cortez: "El Abuelo".
Castellanos hầu như mỗi năm đều tham gia cuộc thi được sản xuất bởi Joaquín Riviera Miss Venezuela hằng năm với tư cách là đại diện âm nhạc. Việc sử dụng trang phục đắt tiền và vũ đạo sôi động đều được quyết định bởi Mirla trong những "năm vàng" của truyền hình Venezuela. Thời điểm đó, và đến tận bây giờ, bà vẫn được công nhận là "Diva & Primadonna" đích thực trong nền âm nhạc Venezuela.
Hiện tại, Mirla Castellanos là một ca sĩ được kính trọng với nhiều giải thưởng và sự công nhận quốc tế ở các nước nói tiếng Tây Ban Nha và ở thị trường nhạc "Balada romántica" (nhạc Hispanic lãng mạn và phổ biến).